# Stefan Krohmer
Pour les articles homonymes, voir Krohmer.
Stefan Krohmer, né en 1971 à Balingen (Bade-Wurtemberg), est un réalisateur allemand.

## Filmographie partielle

### Cinéma
- 2003 : Ils ont eu Knut (Sie haben Knut)
- 2006 : Eaux troubles (Sommer '04)
- 2015 : D'amour et de glace (Mädchen im Eis), également intitulé Le Pingouin de nos jours au Festival du cinéma russe à Honfleur 2016[1]

### Téléfilms
- 1998 : Macht man eigentlich anders
- 1999 : Barracuda Dancing
- 2001 : Ende der Saison
- 2001 : Die Erpressung - Ein teuflischer Pakt
- 2003 : Familienkreise
- 2004 : Scheidungsopfer Mann
- 2005 : Ein toter Bruder
- 2007 : Mitte 30
- 2009 : Dutschke
- 2011 : Die fremde Familie
- 2012 : Riskante Patienten
- 2013 : Nos amis, nos amants (Verratene Freunde)
- 2014 : Die Zeit mit Euch
- 2016 : Neu in unserer Familie
- 2018 : Meine fremde Freundin
- 2018 : Die Konfirmation
- 2018 : Zur Hölle mit den anderen
- 2019 : Professor Wall im Bordell